# Vleteren
Vleteren este o comună neerlandofonă situată în provincia Flandra de Vest, regiunea Flandra din Belgia. La 1 ianuarie 2008 avea o populație totală de 3.672 locuitori. 

## Geografie
Comuna actuală Vleteren a fost formată în urma unei reorganizări teritoriale în anul 1977, prin înglobarea într-o singură entitate a 3 comune învecinate. Suprafața totală a comunei este de 38,15 km². Comuna este subdivizată în secțiuni, ce corespund aproximativ cu fostele comune de dinainte de 1977. Acestea sunt:
| - I. Westvleteren - II. Oostvleteren - III. Woesten |

Localitățile limitrofe sunt:
| - Comuna Poperinge: - a. Poperinge - b. Krombeke - Comuna Alveringem: - c. Stavele - d. Hoogstade - Comuna Lo-Reninge: - e. Pollinkhove - f. Reninge - Comuna Ypres: - g. Elverdinge |

1. ↑  Crossroad Bank of Enterprises, accesat în 28 septembrie 2022
2. ↑  Crossroad Bank of Enterprises, accesat în 24 iulie 2023
3. ↑  GeoNames, accesat în 9 iulie 2017